# Descarga de datos móviles
La descarga de datos móviles es el uso de las tecnologías de redes complementarias para la entrega de los datos destinados inicialmente para redes celulares. Las reglas que activan la acción de descarga móvil puede ser establecidas tanto por un usuario conocido, también conocido como un suscriptor final móvil, como por un operador. El código operativo en las normas reside en un dispositivo del usuario final, en un servidor o se divide entre los dos. Para los usuarios finales, el objetivo de la descarga de datos móviles se basa en el control de costos del servicio de datos y en la disponibilidad de mayor ancho de banda. Para los operadores, el objetivo principal de la descarga es evitar la congestión de las redes celulares. Las principales tecnologías de redes complementarias utilizadas para la descarga de datos móviles son WiFi, Wimax, Femtocelda y la difusión móvil integrada (esta última también conocida por su denominación en inglés Integrated Mobile Broadcast o iMB).
Se prevé que la descarga de datos móviles se convertirá en un nuevo segmento de la industria, debido al aumento de los datos móviles.